# Ernst Werner von Siemens
Werner von Siemens, nemški izumitelj in industrialec, * 13. december 1816, Lenthe, Nemčija, † 6. december 1892.
Izumil je telegraf, ki je prikazoval črke z iglo namesto z uporabo Morsejeve abecede, in za njegovo proizvodnjo ustanovil podjetje Telegraphen-Bauanstalt von Siemens & Halske, ki je pod imenom Siemens AG danes eden največjih svetovnih proizvajalcev elektrotehnike. Po njem je poimenovana enota za električno prevodnost siemens.